# Kia Retona
El Kia Retona es un pequeño todoterreno (Tipo Suzuki Jimny o SsangYong Korando) producido por el fabricante coreano Kia Motors desde el año 1999